# 豪蘭 (緬因州普查規定居民點)
豪蘭（英語：Howland）是位於美國緬因州佩諾布斯科特縣的一個普查規定居民點。

## 人口
根據2020年美國人口普查的數據，豪蘭的面積為19.99平方千米，當中陸地面積為19.31平方千米，而水域面積為0.68平方千米。當地共有人口947人，而人口密度為每平方千米47.37人。